# ۲۹۸ (میلادی)
۲۹۸ (میلادی) دویست و نود و هشتمین سال تقویم میلادی است.

## درگذشتگان
‎